# Abdicacions de Baiona
Les abdicacions de Baiona, que van tenir lloc el 5 de maig de 1808 en el castell de Marracq de la ciutat francesa de Baiona, és el nom pel qual es coneixen les renúncies successives dels reis Carles IV i el seu fill Ferran VII al tron d'Espanya en favor de Napoleó Bonaparte, qui a continuació cediria els drets al seu germà Josep Bonaparte, qui regnaria amb el nom de Josep I.

## Tractat de Fontainebleau i motí d'Aranjuez

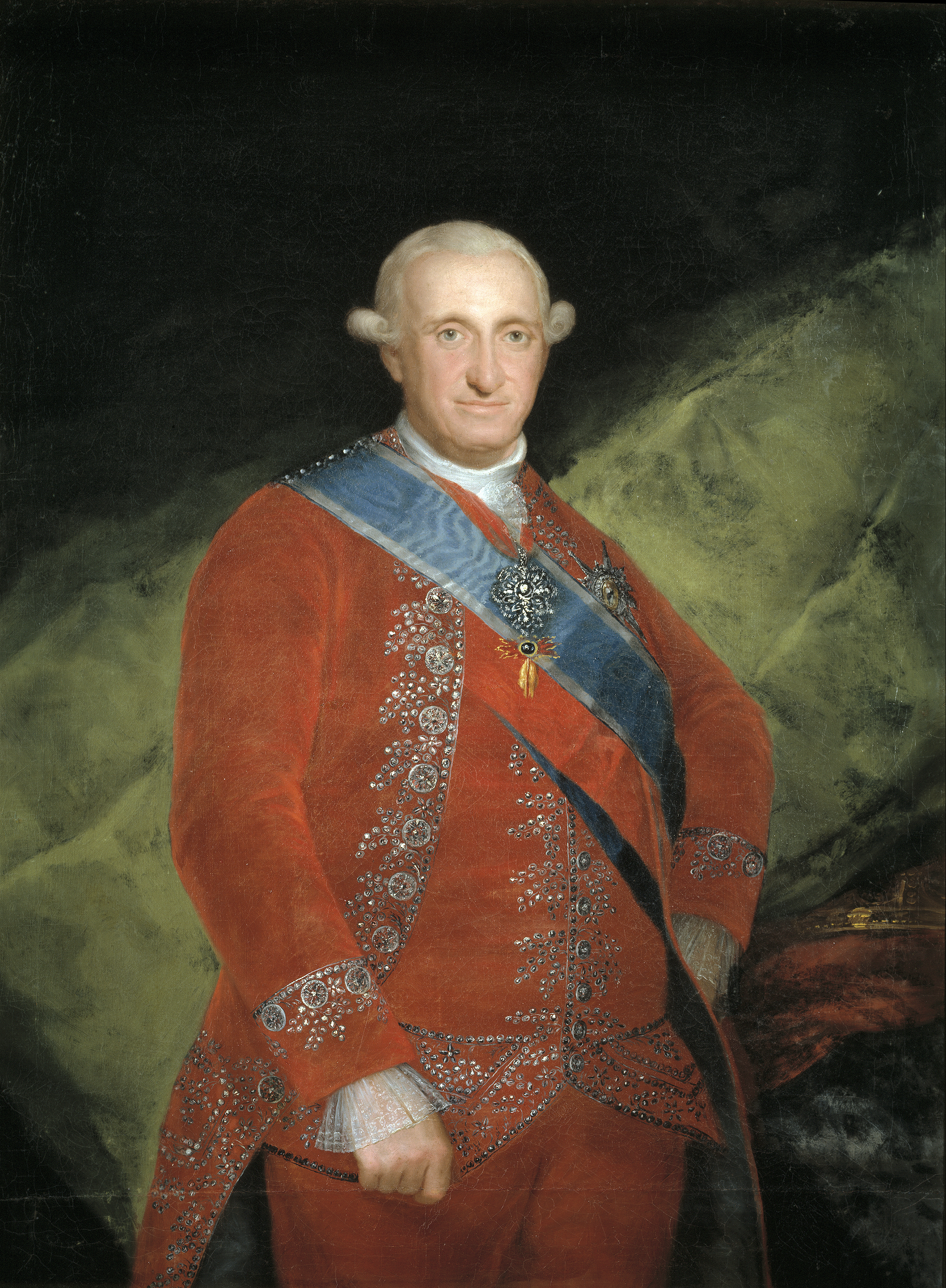
Carles IV va abdicar en el seu fill Ferran durant el motí d'Aranjuez.

Desitjós l'emperador francès Napoleó d'aïllar Anglaterra, va procedir a estendre el bloqueig continental al seu aliat Portugal. Davant les reticències del príncep regent Joan, l'exèrcit francès va entrar a Espanya el 18 d'octubre de 1807 en direcció a Portugal, després de la qual cosa, el 27 d'octubre, Eugenio Izquierdo i el general Duroc com a plenipotenciaris van pactar en el Tractat de Fontainebleau (1807) el repartiment de Portugal i el trànsit de 25.000 homes d'infanteria i 3.000 de cavalleria. El 17 de novembre van entrar les tropes franco-espanyoles al comandament de Jean-Andoche Junot i sense resistència es van dirigir a Lisboa. Entretant la família reial portuguesa havia decidit embarcar el 29 de novembre. El 22 de desembre va entrar un altre exèrcit liderat per Dupont amb 22.000 efectius d'infanteria i 3.500 de cavalleria sense tenir l'anuència de la Cort espanyola; i el 9 de gener, un altre exèrcit al comandament de Moncey amb 25.000 efectius d'infanteria i 2.700 de cavalleria va travessar la frontera el 9 de gener. El 1r de febrer, contravenint els pactes en Fontainlebleau, Junot va deposar formalment a la dinastia Bragança i al consell de regència designat pel príncep regent, i va proclamar el govern de Napoleó sobre la totalitat del territori.

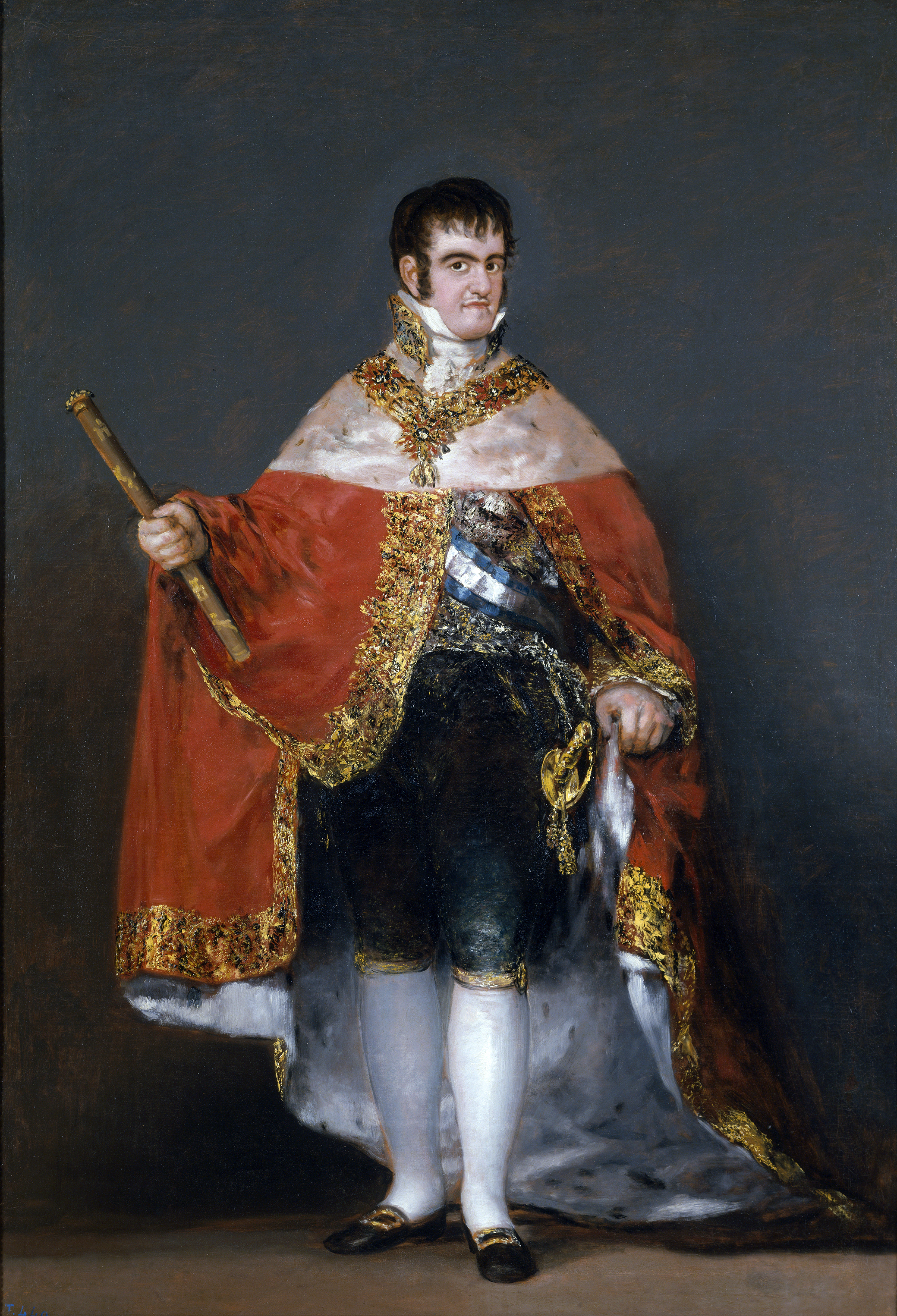
Ferran VII per Goya.

A mitjan febrer, els francesos es van presentar a Pamplona i davant la reticència de cedir-los la ciutadella, la van prendre per sorpresa el 16 de febrer. D'altra banda va entrar un exèrcit dirigit per Duhesme d'11.000 homes d'infanteria i 1.700 de cavalleria en direcció a València, i sota amenaça i tement l'enemistat francesa, van entrar el dia 13 a Barcelona i el 28 de febrer en la ciutadella. I amb l'autorització de Godoy el 5 de març es va lliurar Sant Sebastià i el 18 de març es va rendir la ciutadella de Figueres. A més al març es va formar un nou exèrcit de 19.000 homes a les ordres de Bessières. No obstant això, es veia Napoleó com a protector d'Espanya. D'altra banda, el general Murat, lloctinent de Napoleó para tots els seus exèrcits a Espanya, va entrar a Espanya el 9 de març, va arribar a Burgos el 13 i va emprendre camí cap a Madrid el dia 15.
En definitiva, temorós Godoy que ja hi hagués 100.000 efectius francesos en territori espanyol sense autorització i sense saber el seu objecte, va decidir traslladar a la Família reial cap a Amèrica, viatge que va iniciar el 13 de març encaminant-se cap a Aranjuez.
Els rumors que prosseguiria la partida dels Reis el 17 o 18 de març i la instigació del Príncep d'Astúries Ferran en la guàrdia de corps va posar els ànims alerta, i davant la revolada provocada per la sortida de Pepita Tudó, es va saquejar la casa de Godoy. Nous aldarulls produïts per la captura del valgut van portar Carles IV a abdicar en el seu fill Ferran el 19 de març, per a salvar al favorit.

## Primer regnat de Ferran VII
Quan Murat s'assabentà dels fets d'Aranjuez, va accelerar el seu pas i va entrar a Madrid el 23 de març. L'endemà ho va fer el nou rei Ferran VII.
Havent rebut les noves el 26 de març, Napoleó es va disposar a fer el canvi de monarca. L'endemà va proposar al seu germà Lluís la corona i el 2 d'abril sortia de París en direcció a Baiona, encara que Murat va estendre el rumor que aniria a Madrid.
A Espanya, els reis pares van romandre a Aranjuez i veient com havia canviat el seu estatus, van ser influenciats pels francesos per protestar assegurant que aquesta abdicació havia estat forçada, decisió que va donar suport al mateix Murat, ja que d'aquesta manera fomentava la desunió de la família reial i deslegitimitzava al nou rei, aquesta proclama va ser datada el dia 21. No obstant això, en la correspondència del dia 22 per demanar l'excarceració de Godoy, no s'aprecien signes, segons el comte de Toreno, d'haver protestat contra la seva abdicació. A instàncies de Murat, els reis pares es van traslladar a El Escorial el 9 d'abril, aproximant-los així al camí de França.
| « | Senyor el meu germà: VM. sabrà sens dubte amb pena els successos d'Aranjuez i les seves resultes i no veurà amb indiferència a un rei que, forçat a renunciar a la corona, acudeix a posar-se en els braços d'un gran monarca, aliat seu, subordinant-se totalment a la disposició de l'únic que pot donar-li la seva felicitat, la de tota la seva família i la dels seus fidels vassalls. Jo no he renunciat a favor del meu fill sinó per la força de les circumstàncies, quan el baluern de les armes i els clams d'una guàrdia revoltada em feien conèixer força la necessitat d'escollir la vida o la mort... Jo vaig ser forçat a renunciar; però he pres la resolució de conformar-me amb tot el que vulgui disposar de nosaltres i de la meva sort, la de la Reina i la del Príncep de la Pau. | » |

En canvi, el tracte que Murat reservava al rei Ferran VII era de total indiferència, negant-se a reconèixer-lo; i per contra, el nou monarca, necessitat de suports i reconeixement internacional, va prosseguir la política d'estrènyer llaços d'amistat i aliança amb França. Així, el 5 d'abril va manar al seu germà Carles a la trobada de l'emperador. Entretant, va arribar el general Savary amb l'encàrrec de portar al Rei a la trobada de Napoleó, qui suposadament anava de camí a Madrid, per trobar-se amb ell en Burgos.
El 10 d'abril, el rei, desitjós de comptar amb el beneplàcit de Napoleó, va partir de Madrid amb la seva comitiva, i va disposar que en la seva absència regís el govern una Junta Suprema de Govern presidida pel seu oncle l'infant Antoni. A la seva arribada a Burgos el 12 d'abril, no va tenir notícies de Napoleó, i el general Savary va convèncer el Rei per prosseguir viatge a Vitòria, on va arribar el dia 13, allotjant-se a la Casa Consistorial.
Mentre, Napoleó entrava a Baiona el 15, i tenint notícies l'infant Carles, detingut a Tolosa, va fer el propi. El general Savary va assegurar que si el Rei anava a Baiona a la trobada de Napoleó, aquest no tindria inconvenient en reconèixer-lo com a Rei d'Espanya, i afegit al suport que va trobar en el seu conseller Escóiquiz, el Rei va partir de Vitòria el 19 precedit de la cavalleria francesa doncs una immensa gentada omplia el carrer per impedir aquell viatge. Finalment va arribar a Baiona el 20, on ningú va sortir a rebre'l.
Entretant Murat, després d'haver sortit Ferran VII de Madrid, va pressionar a la Junta de Govern per alliberar Godoy, portar-lo a França i influir així en l'ànim dels reis pares. L'excarceració es va dur a terme el 20 d'abril, donat el temor de la Junta a la reacció de Murat, com del convenciment que amb això beneficiaria la causa del rei Ferran amb Napoleó. Godoy va ser lliurat als francesos i va arribar a Baiona el 26 d'abril. Així mateix Murat, el dia 16, va declarar a la Junta que l'emperador Napoleó no reconeixia a un altre rei que Carles IV i que anava a publicar una proclama de Carles IV en la qual indicava que la seva abdicació havia estat forçosa. No obstant això, la Junta va respondre que no es donaria per assabentada fins que el mateix Carles l'hi comuniqués i va demanar el secret d'aquesta resolució. De seguida, Murat es va posar d'acord amb Carles IV, qui des de El Escorial va escriure a Napoleó posant-se a les seves mans, i al seu germà Antoni, president de la Junta, amb la retractació de la seva abdicació i la confirmació dels membres de la junta suprema tal com l'havia constituït el seu fill el rei Ferran VII. El 25 d'abril, Carles IV i el seu esposa van emprendre viatge a Baiona on van arribar el 30 d'abril, sent rebuts i complimentats per Napoleó com els veritables reis.
D'aquesta manera, tant pare com a fill requerien el suport i l'ajuda de Napoleó i no qüestionaven la seva amistat, el primer per recuperar el seu tron i el segon per legitimar la seva possessió, i així van emprendre camí de Baiona.

## Abdicacions de Baiona
Després d'un menjar amb Napoleó el 20 d'abril, el rei Ferran va ser informat per Savary que l'emperador havia resolt substituir als Borbó per la família Bonaparte, i Napoleó va convèncer Escóiquiz que li cediria el regne d'Etrúria i el casaria amb una princesa imperial a canvi de la corona espanyola. No obstant això, les negociacions es van dilatar pel desig de Napoleó de no emprar la violència i d'esperar als reis pares, qui van arribar el dia 30.
Mentre, a Madrid, Toledo i Burgos creixia el descontentament contra els francesos, davant els rumors que anava a restaurar-se en el tron Carles IV. A Madrid, Murat feia ostentació de les seves forces, la qual cosa causava animadversió al poble madrileny. L'1 de maig, la comitiva del gran duc de Berg va ser xiulada pel poble. El següent succés va ser provocat a instàncies d'una missiva que Murat va lliurar a la Junta el 30 d'abril, en la qual Carles IV demanava la partida dels seus fills: la reina d'Etrúria i l'infant Francesc de Paula. A la primera es va disposar que obrés segons la seva voluntat, però per a l'infant -després de negar-se d'antuvi- es va autoritzar la partida pel 2 de maig. Va córrer el rumor de la partida i es va congregar davant del palau una multitud i davant la presència de l'ajudant de Murat, August Lagrange, es va deslligar la fúria popular, a la qual Murat va respondre traient un batalló per dispersar-los, cosa que va provocar l'aixecament de tot Madrid. Contingut l'aixecament, va prosseguir la partida de la família reial, el dia 3 la de l'infant Francesc i el 4 la del president de la Junta, l'infant Antoni.
A Baiona, l'1 de maig, Napoleó després de menjar amb els reis pares i Godoy, va citar Ferran VII, i els seus pares recolzats per Napoleó el van amenaçar perquè abdiqués a favor de Carles IV l'endemà. D'aquesta manera li va ser arrencada una abdicació datada l'1 de maig i condicionada a la reunió de les Corts a Espanya i sense presència de Godoy; per contra, Carles IV va rebutjar aquesta idea.
El 4 de maig va arribar a Baiona un comissionat de la Junta suprema, Evaristo Pérez de Castro, comunicant al rei Ferran les proposicions d'actuació de la Junta, de resultes de les quals el Rei va expedir dos decrets en els quals afirmava que es trobava sense llibertat, autoritzava a la Junta a exercir en lloc segur la plena sobirania en el seu nom i autoritzava la convocatòria de Corts. Aquest mateix dia 5 de maig, el mariscal Duroc i Godoy com a plenipotenciaris van concloure un tractat pel qual Carles IV cedia la corona d'Espanya a Napoleó; d'altra banda, aquest mateix dia es van rebre les notícies de l'2 de maig a Madrid, i de nou Napoleó i els reis pares li van atribuir la culpa de l'aixecament i el van amenaçar perquè abdiqués, cosa que va fer el 6 de maig. Fetes ja les renúncies reials, faltaven les dels successors, que es van dur a terme, sota la gestió de Duroc i Escóiquiz, el 12 de maig a Bordeus, subscrites per Ferran, Carles i Antoni. L'infant Francesc de Paula no va signar per la seva minoria d'edat. La reina d'Etrúria va seguir la sort dels seus pares i germans. Fetes, doncs, les renúncies i establertes les pensions que rebrien, la família reial espanyola va ser internada a França.
| «                                                | He tingut a bé donar als meus estimats vassalls l'última prova del meu paternal amor. La seva felicitat, la tranquil·litat, prosperitat, conservació i integritat dels dominis que la divina providència tenia posats sota el meu Govern, han estat durant el meu regnat els únics objectes dels meus constants desvetllaments. Quantes providències i mesures s'han pres des de la meva exaltació al tron dels meus augusts majors, totes s'han dirigit a tan justa fi, i no han pogut dirigir-se a un altre. Avui, en les extraordinàries circumstàncies en què se m'ha posat i em veig, la meva consciència, el meu honor i el bon nom que haig de deixar a la posteritat, exigeixen imperiosament de mi que l'últim acte de la meva Sobirania únicament s'encamini a l'expressada fi, a saber, a la tranquil·litat, prosperitat, seguretat i integritat de la monarquia del tron de la qual em separo, a la major felicitat dels meus vassalls de tots dos hemisferis. Així doncs, per un tractat signat i ratificat, he cedit al meu aliat i car amic l'Emperador dels francesos tots els meus drets sobre Espanya i Índies; havent pactat que la corona de les Espanyes i Índies ha de ser sempre independent i íntegra, com ha estat i estat sota la meva sobirania, i també que la nostra sagrada religió ha de ser no solament la dominant a Espanya, sinó també l'única que ha d'observar-se en tots els dominis d'aquesta monarquia. Tingueu-ho entès i així ho comunicareu als altres consells, als tribunals del regne, caps de les províncies tant militars com a civils i eclesiàstiques, i a totes les justícies dels meus pobles, a fi que aquest últim acte de la meva sobirania sigui notori a tots en els meus dominis d'Espanya i Índies, i que commogueu i concorrin al fet que es portin a degut efecte les disposicions del meu car amic l'emperador Napoleó, dirigides a conservar la pau, amistat i unió entre França i Espanya, evitant desordres i moviments populars, els efectes dels quals són sempre l'estrall, la desolació de les famílies, i la ruïna de tots. Dau a Baiona en el palau imperial anomenat del Govern a 8 de maig de 1808. Jo el Rei. Al Governador interí del meu consell de Castella. | » |
| — Gazeta de Madrid, divendres 20 de maig de 1808 | |   |

## L'interregne
Quan va sortir l'infant Antoni de Madrid, el 4 de maig, es va presentar Murat en la Junta per formar part d'ella, rebent una negativa inicial. Però Murat es va presentar de nit per sorpresa per a presidir-la, i els restants membres, volent evitar mals majors, el van acceptar. El 6 de maig van rebre un decret datat el dia 4 pel qual Carles IV nomenava a Murat com a Lloctinent del Regne perquè governés en el seu propi nom —del rei Carles—, en virtut de l'autoritat que atorgava la protesta de la renúncia al tron del 19 de març; i el 10 de maig van rebre els decrets de 5 de maig de convocatòria de Corts i trasllat de la Junta a llocs segurs, i el de 6 de maig de renúncia de Ferran VII, que revertia els seus drets en el seu pare Carles IV. La Junta Suprema va decidir ignorar els de 5 de maig i publicar el de renúncia del 6 de maig. No obstant això, atès que Carles IV ja havia renunciat novament a la corona, Murat va quedar com a Lloctinent d'un Regne sense rei, els drets del qual tenia l'emperador dels francesos fins al nomenament del seu germà Josep (com s'aprecia en uns decrets de 25 de maig), la qual cosa vol dir que en aquest moment estava en interregne (terme que apareix en el decret de 6 de juny proclamant Josep I rei d'Espanya).
Un cop dutes a terme les renúncies reials i la submissió de les autoritats, rl maig, Napoleó, dipositari dels drets del Tron, va encomanar al Lloctinent del Regne i la Junta suprema de govern la convocatòria d'una Diputació general o assemblea de notables de 150 persones, que es reuniria a Baiona per tractar l'estat del regne d'Espanya.

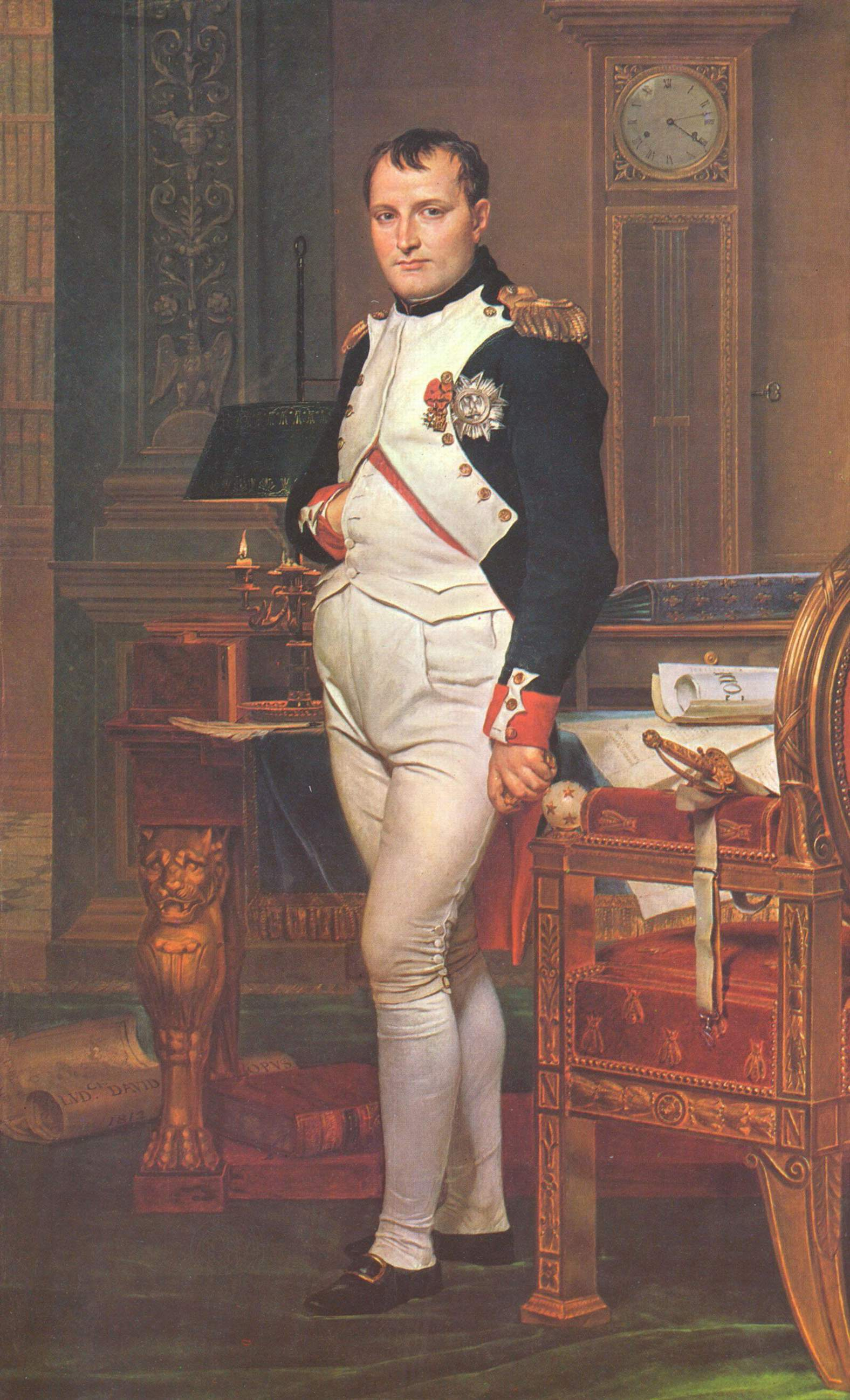
Napoleó I, emperador dels francesos.

I més específicament, el 25 de maig Napoleó va fer una proclama als espanyols en la que indicava que no anava a regnar a Espanya, confirmant la convocatòria de l'assemblea de notables a Baiona, i va confirmar en el seu lloc a Murat.
| «                             | ...Espanyols: després d'una llarga agonia la vostra nació anava a perir. He vist els vostres mals i vaig a remeiar-los... Els vostres prínceps m'han cedit tots els seus drets a la corona de les Espanyes; jo no vull regnar a les vostres províncies... i us faré gaudir dels beneficis d'una reforma sense que experimenteu crebants, desordres i convulsions. Espanyols: he fet convocar una assemblea general de les diputacions, de les províncies i de les ciutats. Jo mateix vull saber els vostres desitjos i les vostres necessitats... assegurant-vos al mateix temps una Constitució que conciliï la santa i saludable autoritat del Sobirà amb les llibertats i privilegis del poble. Espanyols: recordeu del que han estat els vostres pares, i mireu al que heu arribat. No és vostra la culpa, sinó del mal govern que us regia. Jo vull que la meva memòria arribi fins als vostres últims nets i que exclamin: és el regenerador de la nostra pàtria. | » |
| — Baiona, 25 de maig de 1808. | |   |

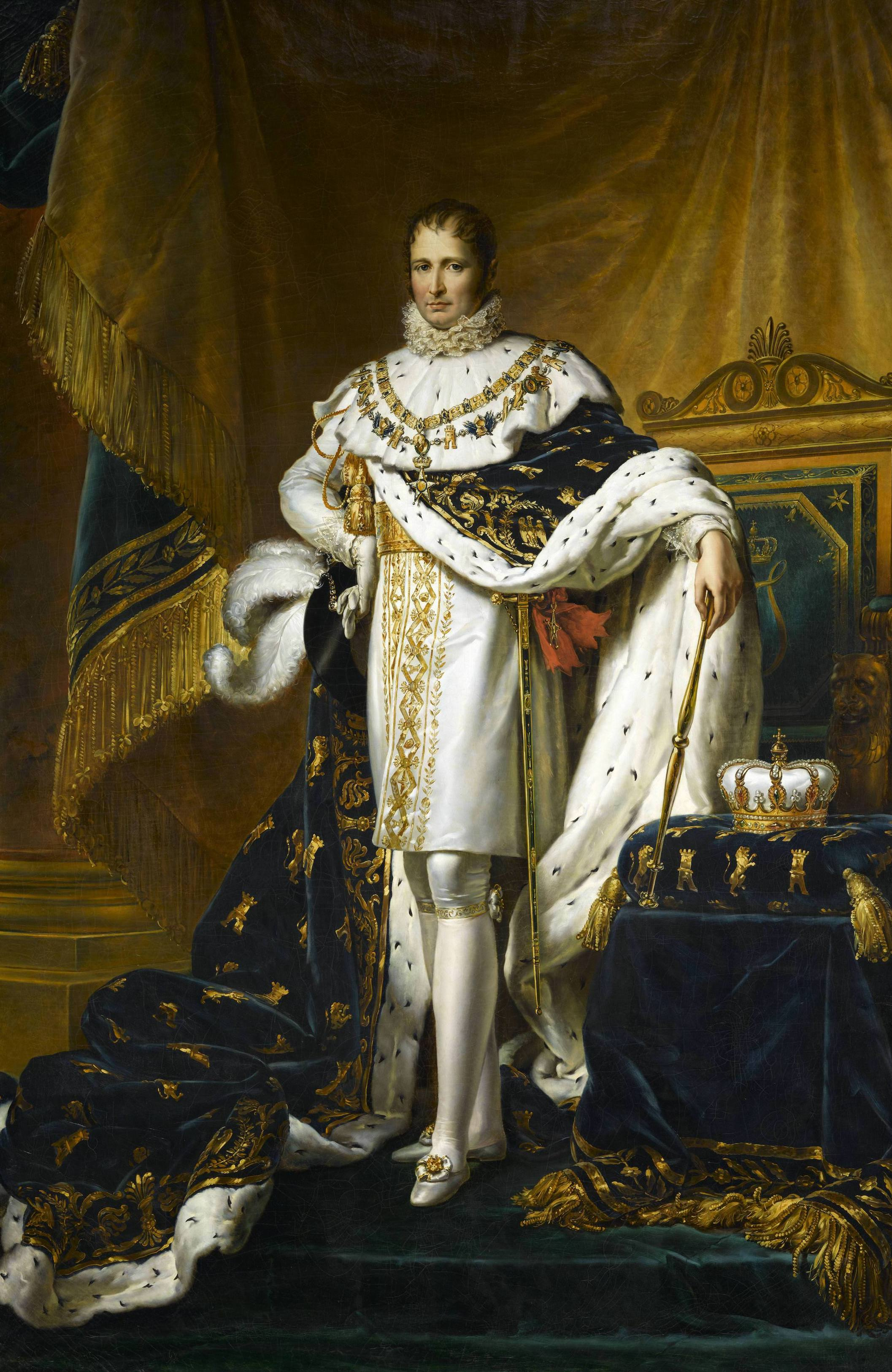
Josep Bonaparte, germà de Napoleó, seria nomenat després de les Abdicacions de Baiona rei d'Espanya amb el nom de Josep I.

El 6 de juny, va donar un decret en el qual nomenava al seu germà Josep com a rei d'Espanya, i l'endemà Napoleó va etzibar al seu germà, nouvingut a Baiona perquè acceptés la corona, on va ser reconegut com a tal per les autoritats espanyoles allí congregades. Josep va acceptar la corona el 10 de juny i va confirmar Murat com a Lloctinent del regne.
L'assemblea convocada per Napoleó (amb una assistència de 75 dels 150 notables previstos) va debatre el projecte de Constitució preparat per Napoleó i, amb escasses rectificacions, van aprovar entre el 15 i 30 de juliol de 1808 la Constitució, anomenada Estatut de Baiona. El rei José la va jurar el 7 de juliol i va entrar a Espanya el 9 de juliol. Entretant a Espanya ja s'havien produït revoltes i la formació de Juntes per tot gairebé tot el territori des de finals de maig.
L'11 d'agost, el Consell de Castella va invalidar les abdicacions de Baiona, i el 24 d'agost es va proclamar rei in absentia Ferran VII a Madrid. Subsegüentment, el 14 de gener de 1809 Gran Bretanya va reconèixer en un tractat Ferran VII com a rei d'Espanya.

## Diferències entre la cronologia dels successos i de la publicació de les lleis
Cal ressenyar que existeix un desfasament entre l'ordre dels successos esdevinguts i la seva repercussió legal. Així, seguint l'ordre cronològic dels successos:
- El 19 de març es va produir l'abdicació de Carles IV en Ferran VII.[1] I els primers decrets de Ferran VII.

- El 21 de març està datada la protesta per l'abdicació forçada de Carles IV i el 17 d'abril, la carta enviada per Carles IV amb aquest motiu al seu germà l'infant Antoni amb la confirmació de la composició de la Junta de Govern.[2]

- El 4 de maig, la Junta suprema de govern admet a Murat com a President.[5] I per la seva banda, Carles IV nomena Lloctinent General del Regne i president de la Junta de Govern al general Murat.[6]

- El 5 de maig Carles IV cedeix els seus drets al tron d'Espanya en favor de Napoleó.[3]

- El 6 de maig Ferran VII abdica en el seu pare Carles IV, encomanant a la Junta de Govern posar-se al servei del seu pare.[7]

- El 12 de maig cedeixen els seus drets al tron d'Espanya el germà i els fills de Carles IV a Napoleó.[4]

Segons aquest ordre, la segona abdicació de Carles IV és anterior a la de Ferran VII. D'altra banda, els fets presentats no mostren amb quina autoritat Carles IV nomena Murat tinent general del regne, ja que llavors Ferran VII no havia renunciat a la corona, i és per això que, enfront de l'exposició cronològica, calgui mostrar l'ordre cronològic de la legislació:
- A la Gazeta de 25 de març es troba l'abdicació de Carles IV en Ferran VII.[1]

- A la Gazeta de 10 de maig, la Junta suprema de govern admet a Murat com a President.[5]

- A la Gazeta de 13 de maig es troben per aquest ordre:

- Amb registre de 6 de maig, la protesta per l'abdicació forçada de Carles IV.
- Amb registre de 7 de maig i publicació el 8 de maig, Carles IV nomena Lloctinent General del Regne i president de la Junta de Govern al general Murat.
- Amb registre de 10 de maig, Ferran VII abdica en el seu pare Carles IV, encomanant a la Junta de Govern posar-se al servei del seu pare.

- En la Gazeta de 20 de maig es troben per aquest ordre:

- Carles IV informa al Consell de Castella que ha cedit els seus drets al tron d'Espanya en favor de Napoleó.
- El germà i els fills de Carlos IV cedeixen els seus drets al tron d'Espanya en benefici de Napoleó.

Per tant, legalment l'abdicació de Ferran VII és anterior a la de Carles IV, i el nomenament de Murat fou contigu a l'abdicació de Ferran VII, de manera que aquest nomenament pogués derivar-se de l'autoritat de Carles IV.